# جون ماكجيجان
جون ماكجيجان (بالإنجليزية: John McGuigan)‏ هو لاعب كرة قدم بريطاني في مركز جناح ‏، ولد في 29 أكتوبر 1932 في ماذرويل ‏ في المملكة المتحدة، وتوفي في 12 أغسطس 2004 في بلزهيل ‏ في المملكة المتحدة. لعب مع سكونثورب يونايتد وسوانزي سيتي ونادي روتشديل ونادي سانت ميرين ونادي ساوثهامبتون ونادي ساوثيند يونايتد ونادي كرو ألكساندرا ونيوكاسل يونايتد.